# Communauté de communes de Mur ès Allier
Die Communauté de communes de Mur ès Allier ist ein ehemaliger französischer Gemeindeverband mit der Rechtsform einer Communauté de communes im Département Puy-de-Dôme in der Region Auvergne-Rhône-Alpes. Sie wurde am 16. Dezember 1999 gegründet und umfasste fünf Gemeinden. Der Verwaltungssitz befand sich im Ort Dallet.

## Historische Entwicklung
Mit Wirkung vom 1. Januar 2017 fusionierte der Gemeindeverband mit der Communauté de communes de Billom Saint-Dier Vallée du Jauron und bildete so die Nachfolgeorganisation Billom Communauté.

## Ehemalige Mitgliedsgemeinden
1. Chauriat
2. Dallet
3. Mezel
4. Pérignat-sur-Allier
5. Saint-Bonnet-lès-Allier